# Erebus luzonica
Erebus luzonica är en fjärilsart som beskrevs av Swinhoe 1918. Erebus luzonica ingår i släktet Erebus och familjen nattflyn. Inga underarter finns listade i Catalogue of Life.